# Lukášov (přírodní památka)
Lukášov je přírodní památka mezi severočeskými městy Libercem a Jabloncem nad Nisou. Důvodem ochrany je luční naleziště šafrán Heuffelův (Crocus heuffelianus) a šafránu bělokvětého (Crocus albiflorus). Tento druh se přirozeně vyskytuje pouze v karpatských pohořích. Kromě šafránu na lokalitě roste ještě sasanka hajní (Anemone nemorosa), ve spodní části v blízkosti vodního toku blatouch bahenní (Caltha palustris), bledule jarní (Leucojum vernum) a prvosenka vyšší (Primula elatior).
Památka byla poprvé vyhlášena jako chráněné území v roce 1948, kdy si šafránů na tomto místě všimla veřejnost. Nejedná se o jejich přirozenou lokalitu byly zde ale díky obhospodařování území zachovány, jelikož se zdejší krajina využívala především jako ovocný sad a pastviny.
Lokalita se skrývá v podhůří Jizerských hor v údolí části obce Lukášov v okolí lesa a obydlené chatové osady.

## Historie
Jako chráněné území byla oblast vyhlášena roku 1948 Ministerstvem školství a osvěty. V roce 2000 bylo území znovu prověřeno a přehlášeno jako přírodní památka Lukášov městem Jablonec nad Nisou. Území bylo v minulosti využíváno jako ovocný sad, a tak se zde díky pravidelné údržbě mohl šafrán vyskytovat. Se zánikem hospodaření začaly louky zarůstat, což mělo negativní vliv na populaci šafránu. Z toho důvodu jsou v dnešní době louky pravidelně koseny.
Populace šafránů je na tomto území zřejmě nepůvodní a byla sem zavlečena lidskou činností. Údajně je sem přinesl rakouský voják po návratu ze služby.

## Přírodní poměry
Přírodní památka se nachází v Lukášově, v severozápadní části okresního města Jablonec nad Nisou. Oblast leží v podhůří Jizerských hor nedaleko měst Liberec, Jablonec nad Nisou, Frýdlant, Nové město pod Smrkem a Raspenava. Leží nedaleko obydlené části Lukášova v údolí. Vedle ní se rozpíná les a chatová osada.

### Geologie
Jedná se o svažitý terén s místy vystupujícími bloky balvanů. Původní matečnou horninou je žula z období mladšího paleozoika. V oblasti se nenachází žádné skalní útvary nebo významné horniny.
Půdní monitoring této oblasti je navrhnut a doporučen v Plánu péče o přírodní památku Lukášov.

### Hydrologie
Kousek od chráněného území se vyskytuje malá vodoteč. Tento vodní tok nemá významný vliv na předmět ochrany. Díky němu pouze probíhá k saturaci níže položené luční části oblasti.

### Flóra

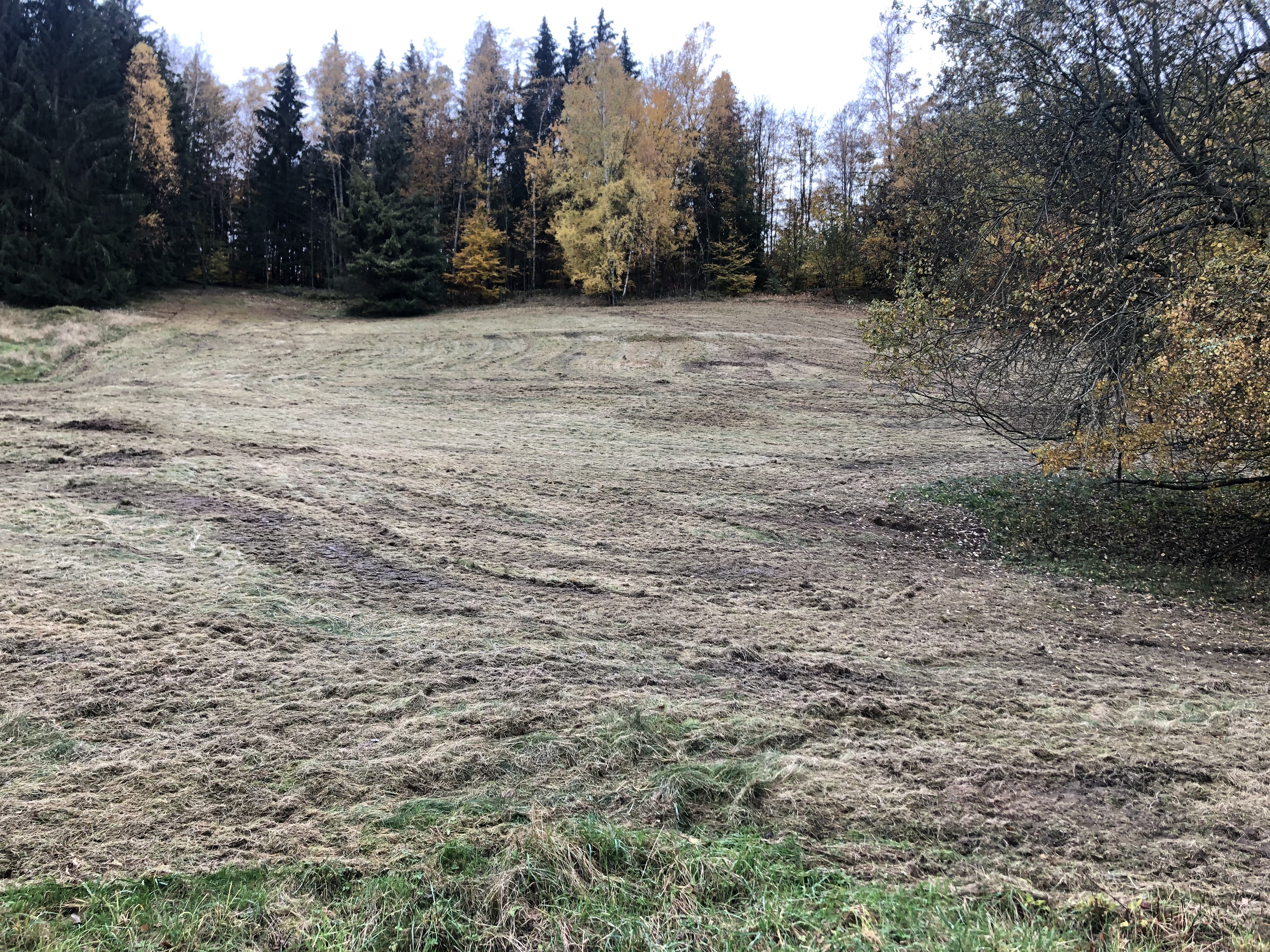
Lukášov (přírodní památka), říjen 2020

Tato oblast je chráněna především kvůli flóře. Nejvýznamnější je zde šafrán Heuffelův (Crocus heuffelianus) neboli šafrán karpatský. Jedná se o divoce rostoucí šafrán, který se vyskytuje především v Karpatech. V České republice je tento druh spíše nepůvodní, přesto se objevuje například na Moravě v podhůří Beskyd, ve Vsetínských vrších a Javornících. Další možná naleziště jsou například ve Slezsku nebo Orlických horách. Zde se občas nachází, bohužel není přesné určit, jestli se jedná opravdu o tento druh, jelikož hojnějším a velice podobným druhem v této oblasti je šafrán bělokvětý (Crocus albiflorus). Podle Jindřicha Chrtka jun. se zde jedná o šafrán z okruhu Crocus vernus vysazený a zplanělý mimo Lukášova ještě v Kytlicích v Lužických horách. 

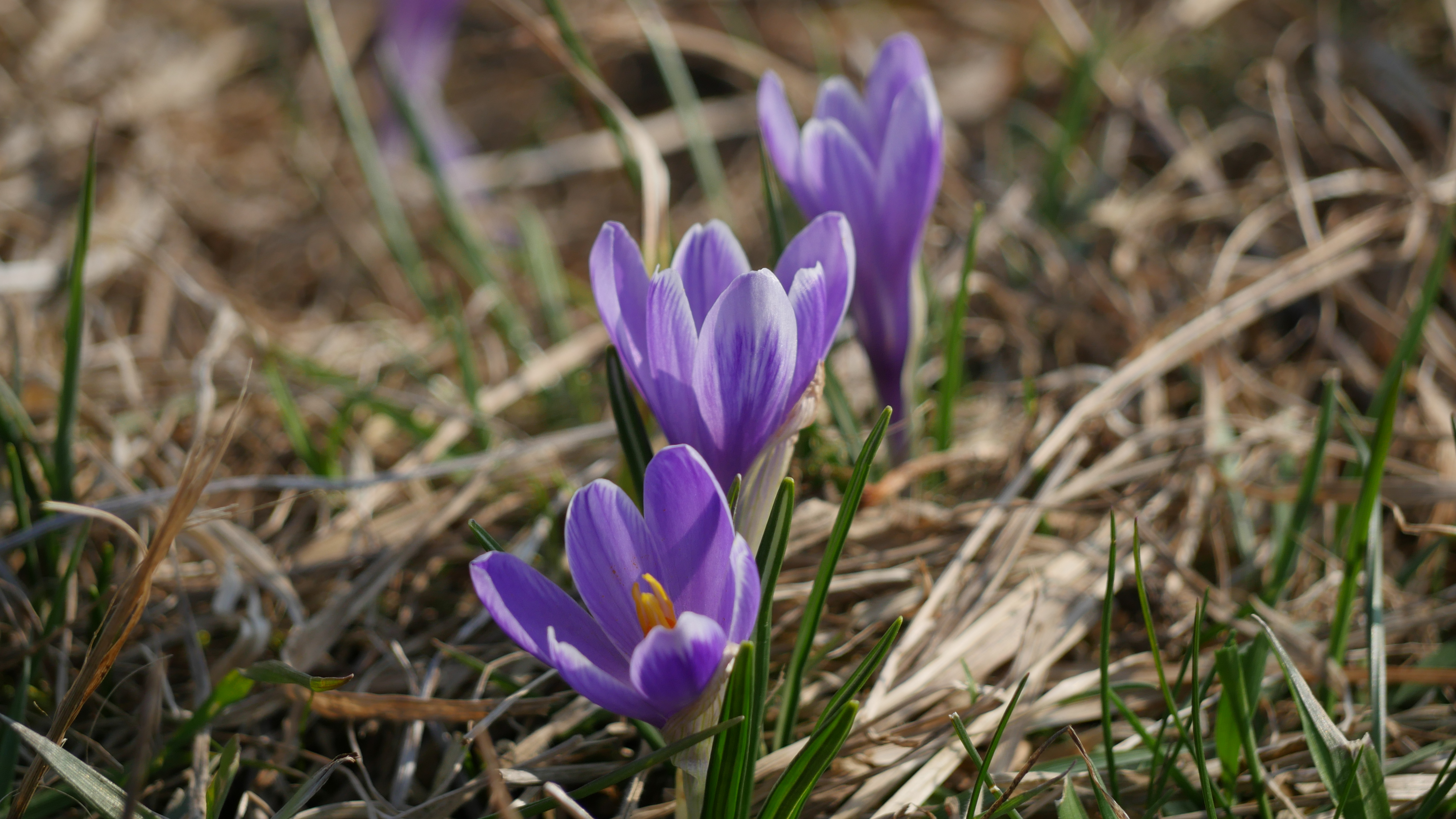
šafrán bělokvětý (Crocus albiflorus)

Původním nalezištěm šafránu bělokvětého jsou Alpy, jeho výskyt však přesahuje i na Šumavu, okolí Novohradských hor a Moravu. Na dalších lokalitách jako jsou například Krkonoše nebo Žďárské vrchy byl zřejmě vysazen.
Tento druh z čeledi kosatcovitých roste převážně na lučních pastvinách s neutrální, až slabě kyselou humusovitou půdou. Rozkvétá v období brzkého jara od března do května. V Alpách roste v nadmořských výškách až 1850 m n. m.
U nás je zařazen mezi silně ohrožené druhy.

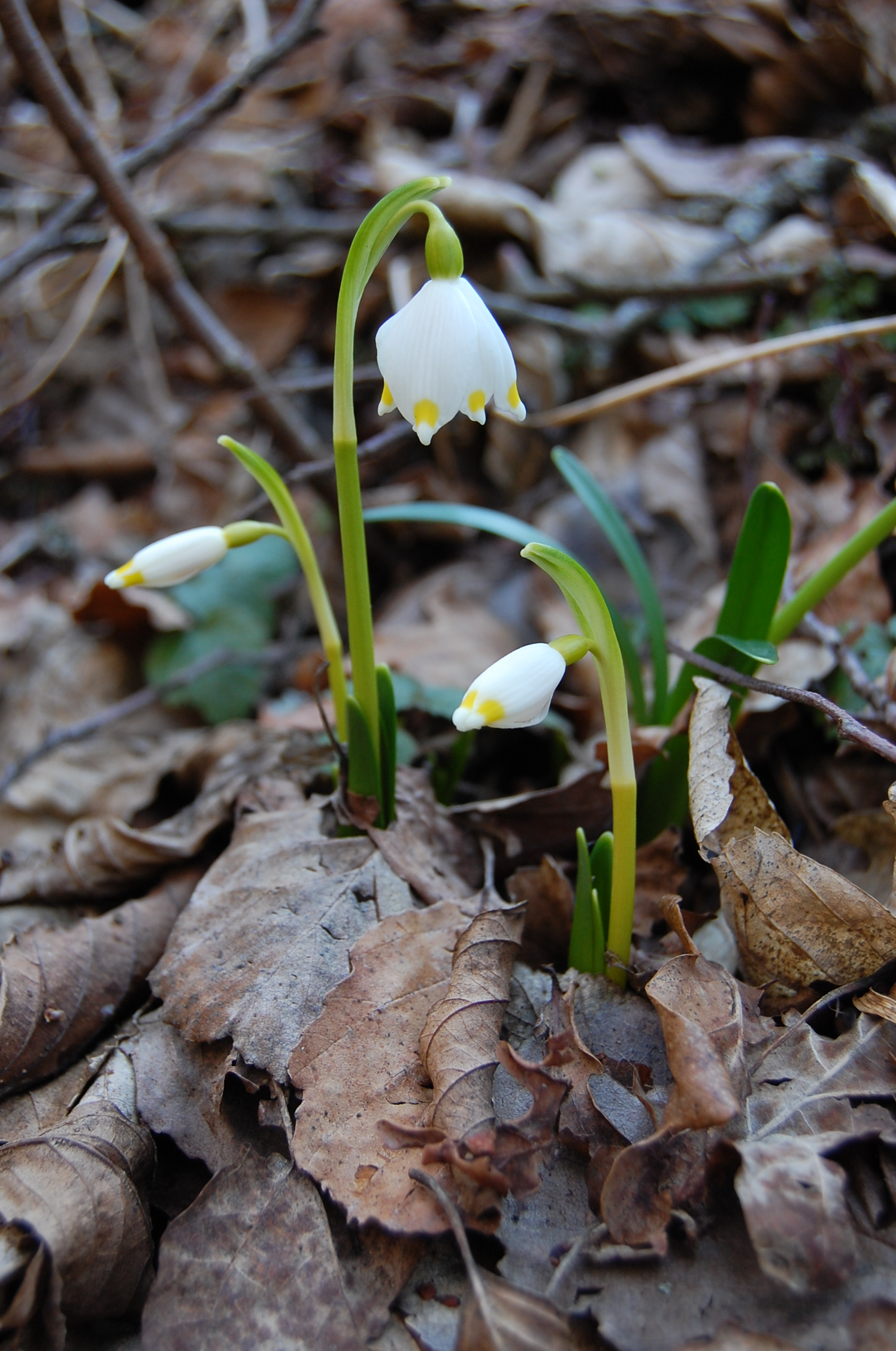
Bledule jarní

Z řad květeny se zde jako další vyskytuje bledule jarní (Leucojum vernum), její výskyt je v Čechách i na Moravě poměrně hojný. Roste především v lužních lesích a bažinách na vlhké půdě. Na této lokalitě se jedná o ohrožený druh.
Díky vlhkému potočnímu prostředí, zajištěného malou vodotečí, patří mezi další přítomné druhy sasanka hájní (Anemone nemorosa), blatouch bahenní (Caltha palustris) a prvosenka vyšší (Primula elatior).
Rozšířenou flóru tvoří kolem vodoteče společenství devětsilových niv (Petasition hybridi). Jedná se o nitrofilní vegetaci typickou pro vlhkou náplavem nanesenou štěrkovitou půdu.

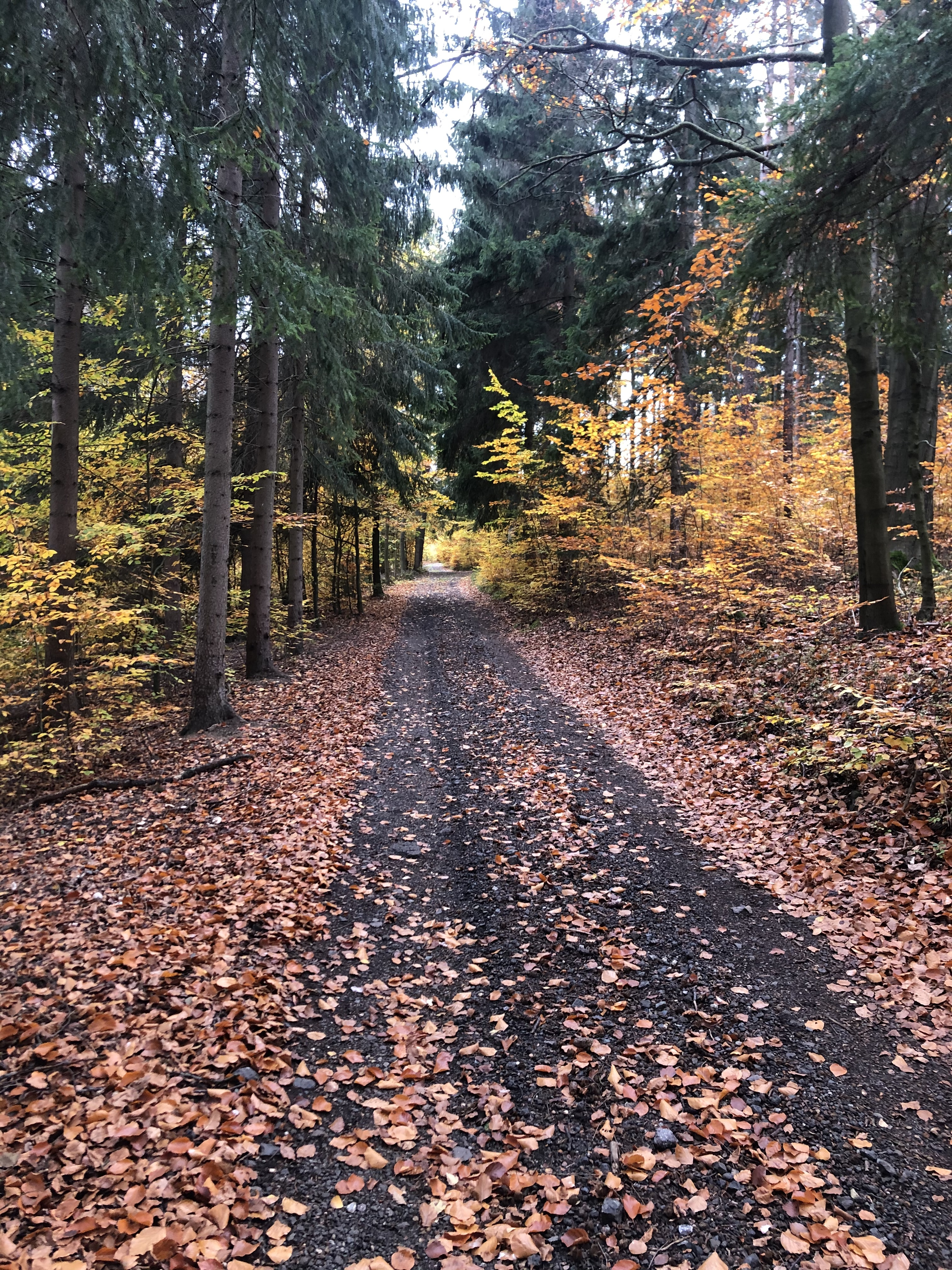
Les v okolí louky

V části území jsou náletové dřeviny a vysázené ovocné dřeviny, hlavně poblíž pozemku. Dominantní lesní porost tvoří acidofilní bučiny, buk lesní (Fagus sylvatica) nebo jedle bělokorá (Abies alba). Tyto dřeviny jsou typické pro střední Evropu, zde tvoří spíše okrajovou část chráněného území. Dále se zde může vyskytovat javor mléč (Acer platanoides), javor klen (Acer pseudoplatanus) nebo olše lepkavá (Alnus glutinosa).
Zbytek vegetace tvoří travnaté porosty.

### Fauna
Díky vodoteči je tento habitat vhodný pro typické druhy obojživelníků České republiky, jako je např.: skokan zelený (Pelophylax esculentus), skokan hnědý (Rana temporaria), ropucha obecná (Bufo bufo), kuňka obecná (Bombina bombina) nebo kuňka žlutobřichá (Bombina variegata).
Na území se také vyskytují hojně pavouci například druhy křižák skvotstný (Aculepeira ceropegia) i významnější druhy jako je křižák Sturmuv (Araneus sturmi), pavučinka háková (Drepanotylus uncatus) nebo skákavka tlustonohá (Sibianor aurocinctus).
Za doby kvetení se zde shromažďuje hmyz. Z denních motýlů sem zavítá například bělásek řepkový (Pieris napi), bělásek zelný (Pieris brassicae), babočka admirál (Vanessa atalanta) nebo babočka bodláková (Vanessa cardui). Z řad brouků se jedná o kvapníka toulavého (Amara communis), střevlíka hladkého (Carabus glabratus) a střevlíka kovového (Pterostichus burmeisteri).
Na území se vyskytují přirození obratlovci pro tuto krajinu. Jako je například ještěrka obecná (Lacerta agilis) či slepýš křehký (Anguis fragilis) patřící ke zdejším plazům. Z ptáků zde obývá oblast například budníček lesní (Phylloscopus sibilatrix), datel černý (Dryocopus martius), ale i častěji se vyskytující druhy jako je červenka obecná (Erithacus rubecula), sýkora koňadra (Parus major) nebo kos černý (Turdus merula). Zástupce savců, kteří se zde vyskytují jsou například jezevec lesní (Meles meles), či rejsek obecný (Sorex araneus). Mezi občasné návštěvníky patří i srnec evropský (Capreolus capreolus), jeho jedinci byli označeni za škůdce šafránu, zjistilo se však, že ničí pouze květy, část šafránu v zemi tedy stále přetrvává. 

## Ochrana a management
V dnešní době je chráněné území ohroženo zarůstáním trávami. Jeho ochranu zajišťuje krajský úřad pro Liberecký kraj, v zájmu ochrany přírody je tedy místo každoročně koseno.
V srpnu roku 2016 zde krajský úřad poprvé vyzkoušel nový druh experimentální údržby, a to pastvu dobytka, především ovcí. Pastva by měla zajistit menší úbytek dalších lučních květin a zároveň trus dobytka a jeho narušování půdy zvýší přínos potřebných živin. Plán péče do budoucna zahrnuje střídání kosení a pastvy zvěře.

## Přístup
Chráněné území je přístupné po lesních cestách, ale nevede k němu žádná turisticky značená trasa.